# Сан Лоренцо дела Пјопа (Модена)
Сан Лоренцо дела Пјопа је насеље у Италији у округу Модена, региону Емилија-Ромања.
Према процени из 2011. у насељу је живело 303 становника. Насеље се налази на надморској висини од 24 м.